# فعل ماض
الفعل الماضي هو الفعل الذي يدل على حدث وقع وانقطع قبلَ زمنِ التكلم. الفعل الماضي دائما مبني—أي أنه لا يتغير إعرابه حسب موقعه من الجملة. يكون الفعل الماضي ثلاثيا (أكل) أو رباعيا (أقدم) أو خماسيا (ارتفع) أو سداسيا (استخرج). في الأفعال الماضية الثلاثية والرباعية تكون الهمزة همزة قطع، أما في الأفعال الخماسية والسداسية فتكون الهمزة وصل.

## من علامات الفعل الماضي
قبوله تاء التانيث الساكنة مثل أكل وأكلت، شرب وشربت.
وقبوله أيضا تاء الفاعل مثل سمعتُ، ضربتِ.

## بناءُ الفعلِ الماضي

### يُبنى على الفتحِ
1. -إذا اتّصلت به ألفُ الاثنينِ، مثالٌ: الطالبان نجحَا، نجحَا: فعلٌ ماضٍ مبنيٌّ على الفتحِ لاتّصالِه بألفِ الاثنينِ، والألفُ ضميرٌ متّصلٌ مبنيٌّ على السّكونِ في محلِّ رفعٍ فاعلٌ.
2. - إذا اتّصلَت به تاءُ التّأنيثِ السّاكنةُ، مثالٌ: الطّالبةُ نجحَتْ، نجحَتْ: فعلٌ ماضٍ مبنيٌ على الفتحِ الظّاهرِ، والتّاءُ للتأنيثِ لا محل لها من الإعراب.
3. - إذا لم يتصلْ به شيءٌ، مثالٌ: الطّالبُ نجحَ، نجحَ: فعلٌ ماضٍ مبنيٌّ على الفتحِ الظّاهرِ.
4. - إذا اتّصلَ به ضمير نصب مثالٌ:علمك وعلمني.

- يُبنى في جميع حالاته على الفتح الظاهر باستثناء حالة واحدة وهي إذا لم يتصل به شيء وكان معتل الآخر بالألف

### يُبنى على السّكونِ
1. إذا اتّصلَت به تاءُ الفاعلِ المتحركةُ أو ضمائر الرفع المتحركة، : سمعْتُ كلامَ أبي، سمعْتُ: فعلٌ ماضٍ مبنيٌّ على السّكونِ لاتّصالِه بتاءِ الفاعلِ، والتّاءُ ضميرٌ متّصلٌ مبنيٌّ على الضّمِّ في محلِّ رفعٍ فاعلٌ.
2. إذا اتّصلَت به نونُ النّسوةِ، مثالٌ: الفتياتُ أسهمْنَ في بناء ِ الوطنِ، أسهمْنَ: فعلٌ ماضٍ مبنيٌّ على السّكونِ لاتّصالِه بنونِ النّسوةِ، والنّونُ ضميرٌ متّصلٌ مبنيٌّ على الفتحِ في محلِّ رفعٍ فاعلٌ.
3. إذا اتّصلَت به نا الفاعلين، مثالٌ: انتصرْنا في حربِ أكتوبر، انتصرْنا: فعلٌ ماضٍ مبنيٌّ على السّكونِ لاتّصالِه بنا، ونا ضميرٌ متّصلٌ مبنيٌّ على السّكونِ في محل رفع فاعل.

### يُبنى على الضم
1. إذا اتصلت به واو الجماعة: هم ذهبُوا. ذهبُوا: فعل ماض مبني على الضم لاتصاله بواو الجماعة، وواو الجماعة ضمير متصل في محل رفع فاعل.